# Rana virgatipes
Rana virgatipes là một loài ếch trong họ Ranidae. Chúng là loài đặc hữu của Hoa Kỳ, và is known for having a mating call resembling the sound of two carpenters hammering nails, hence the name.
Các môi trường sống tự nhiên của chúng là các khu rừng ôn hòa, sông, đầm nước, hồ nước ngọt, và đầm nước ngọt. Loài này đang bị đe dọa do mất môi trường sống.